# Großsteingrab Loppin
Das Großsteingrab Loppin ist eine megalithische Grabanlage der jungsteinzeitlichen Trichterbecherkultur bei Loppin, einem Ortsteil von Jabel im Landkreis Mecklenburgische Seenplatte (Mecklenburg-Vorpommern). Es trägt die Sprockhoff-Nummer 424.

## Lage
Das Grab befindet sich etwa 1 km nördlich von Loppin und etwa 100 m südlich des Krog- oder Krummer-Sees auf einem Feld. Etwa 350 m nordnordwestlich liegt im Wald das Großsteingrab Neu Gaarz.

## Beschreibung
Die Anlage besitzt ein nordwest-südöstlich orientiertes rechteckiges Hünenbett. Die Hügelschüttung hat eine Länge von 19 m und eine Breite von 8 m. Von der Umfassung sind nur noch zwei Steine im nördlichen Bereich erhalten. Beide stehen in situ. Etwas westlich der Mitte des Betts steht die quergestellte Grabkammer, bei der es sich um einen erweiterten Dolmen handelt. Es sind noch alle sechs Wandsteine vorhanden. Bis auf den nach innen geneigten nördlichen Stein der nordöstlichen Langseite stehen alle noch in situ. Der südöstliche Abschlussstein verdeckt nur die Hälfte der Schmalseite und lässt somit einen Eingang offen. Die Langseiten weisen jeweils einen langen und einen kurzen Wandstein auf. Die Decksteine fehlen. Die ursprüngliche Funktion eines in der Kammer liegenden Steins lässt sich nicht mehr bestimmen. Die Kammer hat eine Länge von 2,3 m und eine Breite von 1,1 m.